# Геофізиків
Геофі́зиків (рос. Геофизиков, башк. Геофизик) — присілок (у минулому селище) у складі Уфимського району Башкортостану, Росія. Входить до складу Часниковської сільської ради.
Населення — 509 осіб (2010; 465 в 2002).
Національний склад:
- росіяни — 48 %